# 池田信太郎
池田 信太郎（いけだ しんたろう、1980年12月27日 - ）は、日本の元バドミントン選手。福岡県遠賀郡岡垣町出身。身長175cm、体重68kg。右利き。既婚。

## 概要
- 実業団チーム入りしてから全日本タイトルを獲るダブルス選手に成長。世界選手権3位入賞や北京五輪出場を果たす。2009年からは潮田玲子（当時は三洋電機に所属、2010年に日本ユニシスに移籍）と組み、混合ダブルスでロンドン五輪に出場した（2009年以降、個人戦の大会では混合ダブルスに専念しているが、日本リーグなどの所属チームの団体戦では男子ダブルスで活躍している）。
- 2009年10月、所属する日本ユニシス社との雇用形態を正社員ではなくプロフェッショナル社員へと変更し、日本バドミントン界初のプロ選手となった[1]。
- 2013年3月末を以って日本ユニシスを退社。その後は旧所属の日本ユニシスでトレーニングを続けながらもフリーランスの状態で移籍先を探していたが、2015年2月にエボラブルアジアと所属契約を締結。
- ロンドン五輪後に潮田が引退した後は、日本ユニシス在籍時に日本リーグでペアを組んでいたアルベン・ユリアント・チャンドラ（インドネシア）やロバート・ブレア（スコットランド）とペアを組んで、国際大会に出場している。
- 2014年より、（公財）日本バドミントン協会の普及指導開発部のメンバーに選ばれている。
- 2015年9月のヨネックスオープンジャパンを最後に現役を引退。
- 松坂世代では唯一パリーグ・セーブ王を獲得した加藤大輔は高校の同級生で現在も親友。
- 2023年6月より、日本バドミントン協会の新体制発足によって、新理事に選ばれる[2]。

## 経歴
親が運営するジュニアクラブにて8歳からバドミントンを始める。岡垣町立岡垣中学校、九州国際大学付属高等学校、筑波大学を経て、2003年4月に日本ユニシスに入社。
2004年頃は、福井剛士（2007年3月引退）とのペアで「社会人選手権」のタイトルを取るなど活躍。筑波大の先輩にあたる坂本修一と初めてペアを組んだ2005年1月の韓国オープンでベスト8入り。
2006年、国際大会・国内大会ともに坂本とのペアに固定され、全日本総合選手権大会で優勝、ヨネックスオープンジャパンで日本人ペアとして16年ぶりのベスト4入り。
2007年、世界選手権の男子ダブルスで日本男子初となる銅メダルを獲得。
2008年3月、全英オープンの男子ダブルスで日本男子21年ぶりとなるベスト4入り。同年8月、北京オリンピックの男子ダブルスでは初戦敗退。全日本総合選手権大会で優勝。
2009年4月、潮田玲子と混合ダブルスのペアを組み、ロンドン五輪出場を目指すことを発表。同年9月、全日本社会人選手権の混合ダブルスで初優勝。
2011年12月、2009年、2010年と2年続けて準優勝だった全日本総合バドミントン選手権大会の混合ダブルスで優勝。また、この年のBWFスーパーシリーズでの活躍によりスーパーシリーズファイナルズへの出場権を獲得したばかりでなく、グループリーグを突破して準決勝に進出した。
2012年、ロンドンオリンピックに出場（混合ダブルス）。
2013年11月、アルペン・ユリアント・チャンドラ（インドネシア）とペアを組んでの世界ツアーに参戦（2014年10月まで）。
2015年2月、ロバート・ブレア（スコットランド）とペアを結成して世界ツアーに参戦。
同年9月、ヨネックスオープンジャパンの男子複への出場を最後に現役引退。パートナーは日立情報通信エンジニアリング所属の大嶋一彰。結果は予選2回戦で敗退。

## エピソード
- 潮田玲子とのペアは「イケシオ」と呼ばれていた。
- 2007年にマレーシアで行われた世界選手権の準々決勝で、当時世界ランキング1位だった地元マレーシアペアとファイナルの激戦の末に勝利した際、感激のあまりコートに崩れ落ち、コーチに支えられながら号泣した。
- 同じ日本ユニシス所属の池田雄一は実弟。雄一の方も全日本社会人大会を3連覇した実力者。
- 俳優の梅沢武生・梅沢富美男兄弟とは親戚関係（梅沢兄弟から見ていとこ甥になるのが信太郎）である[4]。

## 主な戦績

### 国内大会
- 2004年
  - 全日本社会人選手権大会　男子ダブルス優勝（福井剛士とのペア）
- 2005年
  - 全日本総合バドミントン選手権大会 男子ダブルス ベスト4
- 2006年
  - ランキングサーキット 男子ダブルス 優勝
  - 全日本総合バドミントン選手権大会 男子ダブルス優勝（坂本修一とのペア）
- 2008年
  - 全日本総合バドミントン選手権大会 男子ダブルス優勝（坂本修一とのペア）
- 2009年
  - 全日本社会人選手権大会 混合ダブルス 優勝（潮田玲子とのペア）
  - 全日本総合バドミントン選手権大会 混合ダブルス 準優勝
- 2010年
  - ランキングサーキット 混合ダブルス 優勝
  - 全日本総合バドミントン選手権大会 混合ダブルス 準優勝
- 2011年
  - 全日本総合バドミントン選手権大会 混合ダブルス 優勝

### 国際大会
- 2005年
  - 韓国オープン 男子ダブルス ベスト8
  - デンマークオープン 男子ダブルス ベスト4
- 2006年
  - ヨネックスオープンジャパン 男子ダブルス ベスト4（男子ダブルス日本勢で16年ぶりの快挙）
- 2007年
  - マレーシアスーパーシリーズ 男子ダブルス ベスト8
  - 大阪インターナショナルチャレンジ　男子ダブルス準優勝
  - スディルマンカップ2部優勝16年ぶり1部昇格に日本代表として貢献（予選3戦全勝）
  - 世界選手権 男子ダブルス3位（日本男子史上初の銅メダル獲得）
- 2008年
  - 全英オープン 男子ダブルス ベスト4（日本男子21年振りの快挙）
  - 北京オリンピック　男子ダブルス出場
- 2009年
  - オランダオープン 混合ダブルス ベスト4
- 2010年
  - ベトナムオープン 混合ダブルス ベスト4
  - オランダオープン 混合ダブルス 準優勝
- 2011年
  - ドイツオープン 混合ダブルス 準優勝
  - オーストラリアオープン 混合ダブルス ベスト4
  - ロシアオープン 混合ダブルス 準優勝
  - スーパーシリーズファイナルズ 混合ダブルス ベスト4
- 2012年
  - オーストラリアオープン 混合ダブルス ベスト4
  - インドオープン（スーパーシリーズ） 混合ダブルス ベスト8
  - シンガポールオープン　混合ダブルス 準優勝
  - ロンドンオリンピック 混合ダブルス出場
  - ヨネックスオープンジャパン　混合ダブルス ベスト4

## 主なメディア出演

### テレビ
- NHK-BS1 「スポーツ大陸」（2009年11月1日放送）[5]